# Трезубец Посейдона

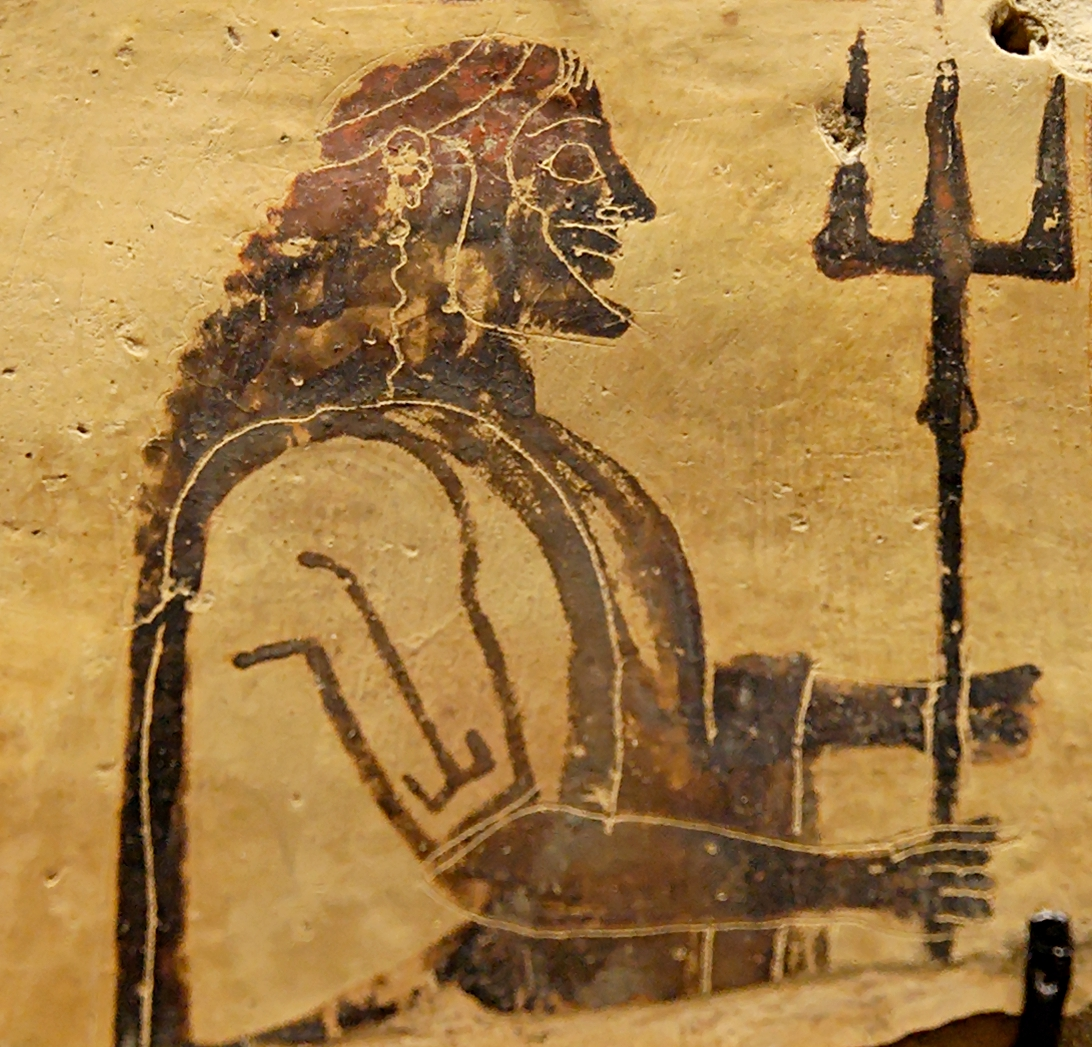
Посейдон со своим трезубцем, коринфская табличка, 550—525 гг. до н. э.

Трезубец Посейдона или Нептуна, его римского эквивалента, был их традиционным божественным атрибутом, сопровождающим их во многих древних изображениях. Согласно мифу трезубец Посейдона был создан циклопами.

## Мифы
Согласно древнегреческому мифу, упомянутому в «Библиотеке» Псевдо-Аполлодора, был выкован циклопами.
Посейдон использовал свой трезубец в нескольких мифах. Так он ударил им о камень на холме Афинского Акрополя, произведя колодец с морской водой, во время своего соперничества с Афиной за обладание Аттикой. Позже этот колодец стал называться Эрехтейон. Существует также миф о том, что Посейдон (Нептун) произвёл коня, ударив о землю трезубцем, чтобы укрепить свои притязания, но у древнегреческих авторов нет подтверждения этому. Предполагаемый отпечаток трезубца на скале и источник с морской водой на Эрехтейоне были засвидетельствованы географом Павсанием во время его посещения Афин.
В другом мифе Посейдон создал источник или несколько источников ударом своего трезубца, что он сделал в награду Амимоне, разделившей с ним ложе. Согласно другой версии Посейдон с помощью своего трезубца отпугнул сатира, пытавшегося обесчестить Амимону после того, как она по ошибке ударила его охотничьим копьём.
Существует также миф, в котором Посейдон, коснувшись острова Дилос своим трезубцем, крепко прикрепил его к морскому дну. Другая легенда повествует о том, как Посейдон, разгневанный кощунственным поведением Аякса Малого, расколол трезубцем скалу, за которую тот цеплялся.
На древнейших монетах Посейдонии, датируемых VI веком до н. э., изображён трезубец, который Посейдон держал в правой руке, подобно молнии Зевса. На аттической краснофигурном килике около 475 года до н. э. изображён Посейдон, убивающий гиганта Полибота своим трезубцем.

## Символизм
Согласно второму и третьему Ватиканскому мифографу трезубец Нептуна символизирует три свойства воды: текучесть, плодовитость и питательность.
Римский грамматик Мавр Сервий Гонорат объяснял три конца трезубца Нептуна тем, что «море считается третьей частью мира, или потому что есть три вида воды: моря, ручьи и реки».

## Современная наука
По мнению Фридриха Визелера и ряда других исследователей трезубец Посейдона — это гарпун для ловли рыбы, типичный для прибрежных греков.
Согласно Роберту Грейвсу, однако, и трезубец Посейдона, и молния Зевса первоначально были священными лабрисами, но впоследствии стали отличаться друг от друга, когда Посейдон стал богом моря, в то время как Зевс стал громовержцем.
По версии Х. Б. Уолтерса трезубец Посейдона происходит от лотусного скипетра Зевса, при этом Посейдон является Зевсом в его облике морского бога.

## Современное использование

Флаг Барбадоса

В настоящее время трезубец Посейдона является распространённым символом. Он занимает центральное место на флаге Барбадоса. Он также есть на гербе городского совета Ливерпуля, печати Военно-морских сил Греции и значке американского эсминца USS John S. McCain (DDG-56), а также на гербе женского общества Дельта Дельта Дельта. Семейство баллистических ракет американского флота «Трайдент» названа в честь «трезубца Нептуна», а также операция «Копьё Нептуна». Британия, персонифицированный символ Великобритании, изображена с трезубцем Посейдона как символом морской мощи страны. Логотип итальянского автопроизводителя «Maserati» основан на трезубце с фонтана Нептуна в Болонье.
Трезубец Посейдона служит магическим артефактом с разрушительной силой в историческом фантастическом романе Майкла Ливингстона «Осколки небес» 2015 года.
Джек Воробей, которому помогает Генри Тернер, ищет трезубец Посейдона в фильме «Пираты Карибского моря: Мертвецы не рассказывают сказки» (2017).